# Hackfort (münsterländisches Adelsgeschlecht)

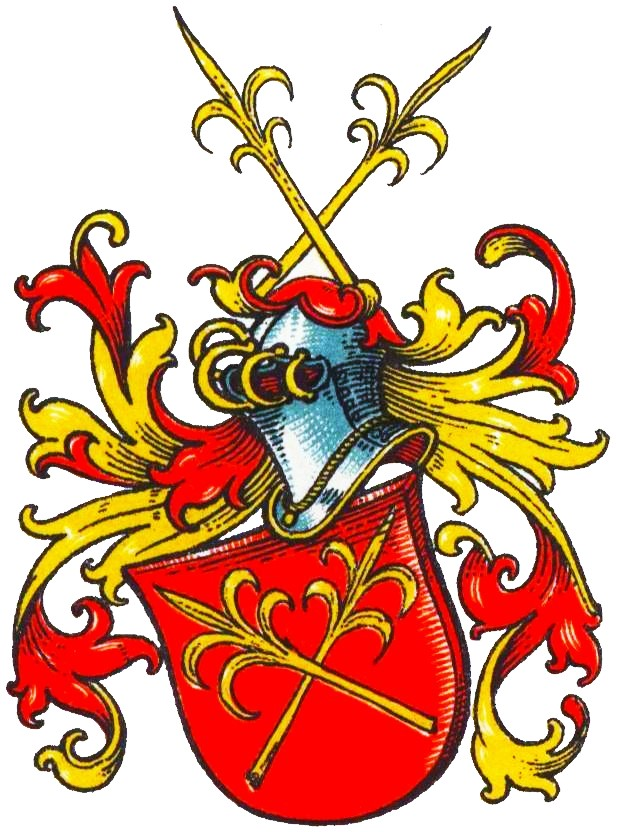
Wappen derer von Hackfort im Wappenbuch des Westfälischen Adels

Hackfort (auch: Hackvorde o. ä.) ist der Name eines erloschenen westfälisch-münsterländisches Adelsgeschlechts.
Die Familie ist zu unterscheiden von dem namensgleichen, aber wappenverschiedenen nichtverwandten vestischen Adelsgeschlecht Hackfort.

## Geschichte
Das Geschlecht stellte Burgmänner auf Burg Ottenstein.
1484 verkauften die Brüder Johann und Heinrich von Hackfort zusammen mit Aleff Pyel dem Heinrich und Gerd von Bernsvelde, Söhne des verstorbenen Wilhelm von Bernsvelde, eine Wiese genannt de Coppele in der Bauernschaft Holthusen, Kirchspiel Ramsdorf, ein Lehngut des Bischofs von Münster, das sie nach dem Tod von Hermann Gyginck geerbt haben.
1522 stellte Wenslaw von Hackfort für Graf Arnd zu Bentheim und Steinfurt einen Lehnrevers über den Zehnt zu Velster, nämlich den Grob- und Schmalzehnt aus Erben Teleckeman, Gerdes zum Voickhof, Westen, Gothman, Hermann Gripper, Klaus Dreger, Barmherzigen, Strotwen, Wynckelhof, Cop, zum Boickhof, Johanns.

## Wappen
Blasonierung: In Rot zwei ins Andreaskreuz gestellte goldene Schilfstauden ohne Wurzel mit fünf Blättern (oder Lilienstäbe). Auf dem Helm mit rot-goldenen Helmdecken dieselben Schilfstauden (oder Lilienstäbe).